# Vítězslav Pech
Vítězslav Pech – czechosłowacki skoczek narciarski. Dwukrotny uczestnik mistrzostw świata.
Pech w swojej karierze dwukrotnie brał udział w rywalizacji skoczków narciarskich podczas mistrzostw świata seniorów – w 1929 w Zakopanem, po skokach na odległość 43 i 47 metrów zajął 26. pozycję, a dwa lata później w Oberhofie uplasował się na 14. miejscu (51 i 46,5 m).